# Bartolomej I.
Ekumenski carigradski patrijarh Bartolomej I. (grčki: Οικουμενικός Πατριάρχης Βαρθολομαίος) (29. veljače 1940.), 271. je vrhovni poglavar Ekumenske Carigradske patrijaršije i „prvi među jednakima“ (lat. "Primus inter pares") patrijarsima Pravoslavne crkve. Njegova titula glasi: Njegova svesvetost arhiepiskop carigradski novorimski i ekumenski patrijarh Bartolomej I.

## Jedinstveni položaj u pravoslavlju status i autoritet
Kao prvi među jednakima, Carigradska patrijaršija i njegov patrijarh imaju osobiti položaj u pravoslavlju. Kao prvi po časti među pravoslavnim episkopima (primus inter pares), carigradski patrijarh Bartolomej I. predsjeda osobno ili putem izaslanika svakim saborom pravoslavnih crkvenih poglavara, te ima ulogu glasnogovornika pravoslavlja, posebice u ekumenskim susretima s drugim kršćanskim crkvama. Osim što je duhovni vođa oko 300 milijuna pravoslavnih kršćana u cijelom svijetu, on je i izravni poglavar pravoslavnih episkopija u Sjevernoj i Južnoj Americi, zapadnoj Europi, Australiji i Novom Zelandu, Hong Kongu, jugoistočnoj Aziji, Koreji i dijelovima današnje Grčke.

## Aktivnosti patrijarha Bartolomeja I.
Kao arhiepiskop carigradski i ekumenski patrijarh Bartolomej I. posebice je aktivan na međunarodnom planu. Njegova djelatnost odmah nakon što je ustoličen za patrijarha posebice je važna u pogledu obnove pravoslavnih crkava negdašnjeg istočnog bloka poslije pada komunizma u tim zemljama. Založio se za čvršće povezivanje pravoslavnih povijesnih crkava unutar samog pravoslavlja.

## Suradnja s drugim vjerskim zajednicama
Nastavljajući praksu svojih prethodnika Bartolomej I. nastavio je dijalog pomirenja s Katoličkom crkvom koju su inicirali prvi put papa Pavao VI. i carigradski patrijarh Atenagora povijesnim činom ukidanja međusobnog izopćenja Rima i Carigrada kojim su se 1054. udaljili Istok i Zapad i kojim je kulminirao veliki raskol. Znakovito je nekoliko događaja na tom planu. 2004. papa Ivan Pavao II. je u znak prijateljstva i pomirenja dviju crkava Pravoslavnoj crkvi vratio ostatke dvojice svetaca iz 4. stoljeća, koje su stoljećima bile čuvane u bazilici sv. Petra u Vatikanu, svetog Ivana Zlatoustog i Grgura Nazijanskog. Papa Benedikt XVI. posjetio je patrijarha Bartolomeja I. u njegovoj rezidenciji na Fanaru 2006. Povijesni je trenutak 19. ožujka 2013. Carigradski i ekumenski patrijarh Bartolomej prisustvovao je ustoličenju novog pape Franje u bazilici Svetog Petra u Vatikanu. Prvi je to put poslije gotovo 1000 godina da jedan carigradski patrijarh prisustvuje ustoličenju novog pape.
Patrijarh Bartolomej I. u stalnom je dijalogu i s drugim vjerskim zajednicama unutar kršćanstva posebice s protestantima, ali i nekršćanima, muslimanima i Židovima.

## Vanjske poveznice

### Sestrinski projekti
|  | Zajednički poslužitelj ima još gradiva o temi Bartolomej I. |

| Prethodnik:  | Carigradska patrijaršija | Nasljednik: |
| Demetrije I. | Carigradska patrijaršija |             |